# (33134) 1998 CZ4
1998 CZ4 (asteroide 33134) é um asteroide da cintura principal. Possui uma excentricidade de 0.10740720 e uma inclinação de 1.23254º.
Este asteroide foi descoberto no dia 6 de fevereiro de 1998 por Eric Walter Elst em La Silla.